# Кравченко, Антон Сергеевич
Анто́н Серге́евич Кра́вченко (укр. Антон Сергійович Кравченко; род. 23 марта 1991, Днепропетровск) — украинский футболист, защитник клуба «Стандарт» (Новые Санжары). Младший брат футболиста Константина Кравченко.

## Ранние годы
Как и его брат Константин, Антон Кравченко обучался в футбольной школе «Днепра». Первый тренер — Алексей Иванович Садовников. Тренеры в «Днепре» — Сергей Степанович Абоян и Владимир Николаевич Кныш. Во время обучения играл в атаке. В 2008 году на турнире «Кубок Чёрного моря» получил специальный приз, став лучшем нападающим.

## Клубная карьера
С 2007 по 2010 год выступал в молодёжной команде «Днепра», был её капитаном. Провёл 94 матча, забил 9 голов.
В начале 2011 года пытался трудоустроиться в «Кривбассе», но оказался в перволиговом «Нефтянике-Укрнефть», за который играл до конца года.
В феврале 2012 года вместе с двумя партнёрами по «Днепру» Денисом Шелиховым и Александром Насоновым на правах аренды перешёл в «Волынь». В составе луцкого клуба 30 марта того же года в матче против донецкого «Металлурга», выйдя на 92 минуте матча вместо Сергея Пилипчука, дебютировал в Премьер-лиге. Этот матч остался единственным для Антона в высшем дивизионе, до конца сезона футболист выступал в молодёжном составе, а после его завершения покинул «Волынь».
Летом 2012 года пытался трудоустроиться в запорожском «Металлурге». Не сумев заключить контракт с клубом высшего дивизиона, Кравченко доигрывал год в любительском «Колосе» из Зачепиловки.
В феврале 2013 года заключил контракт с харьковским «Гелиосом». В этой команде футболист успешно действовал не только в защите, но даже на «острие» атаки.
Через год перешёл из «Гелиоса» в армянский «Титан». Через полгода крымская команда была расформирована. Кравченко продолжил карьеру в составе новичка первой лиги — днепродзержинской «Стали».

## Международная карьера
Сыграл 19 матчей за юношеские сборные Украины.

## Достижения
- Серебряный призёр Первой лиги Украины: 2014/15